# Zapayán
Zapayán est une municipalité située dans le département de Magdalena en Colombie.